# Avimimus
Avimimus /ˌeɪv[invalid input: 'ɨ']ˈmaɪməs/ AY-vi-MY-məs; có nghĩa là "bắt chước loài chim", Latinh Avis = chim + mimus = bắt chước), là một chi khủng long giống sống trong vào cuối kỷ Phấn Trắng ở Mông Cổ, khoảng 70 triệu năm trước.

## Mô tả

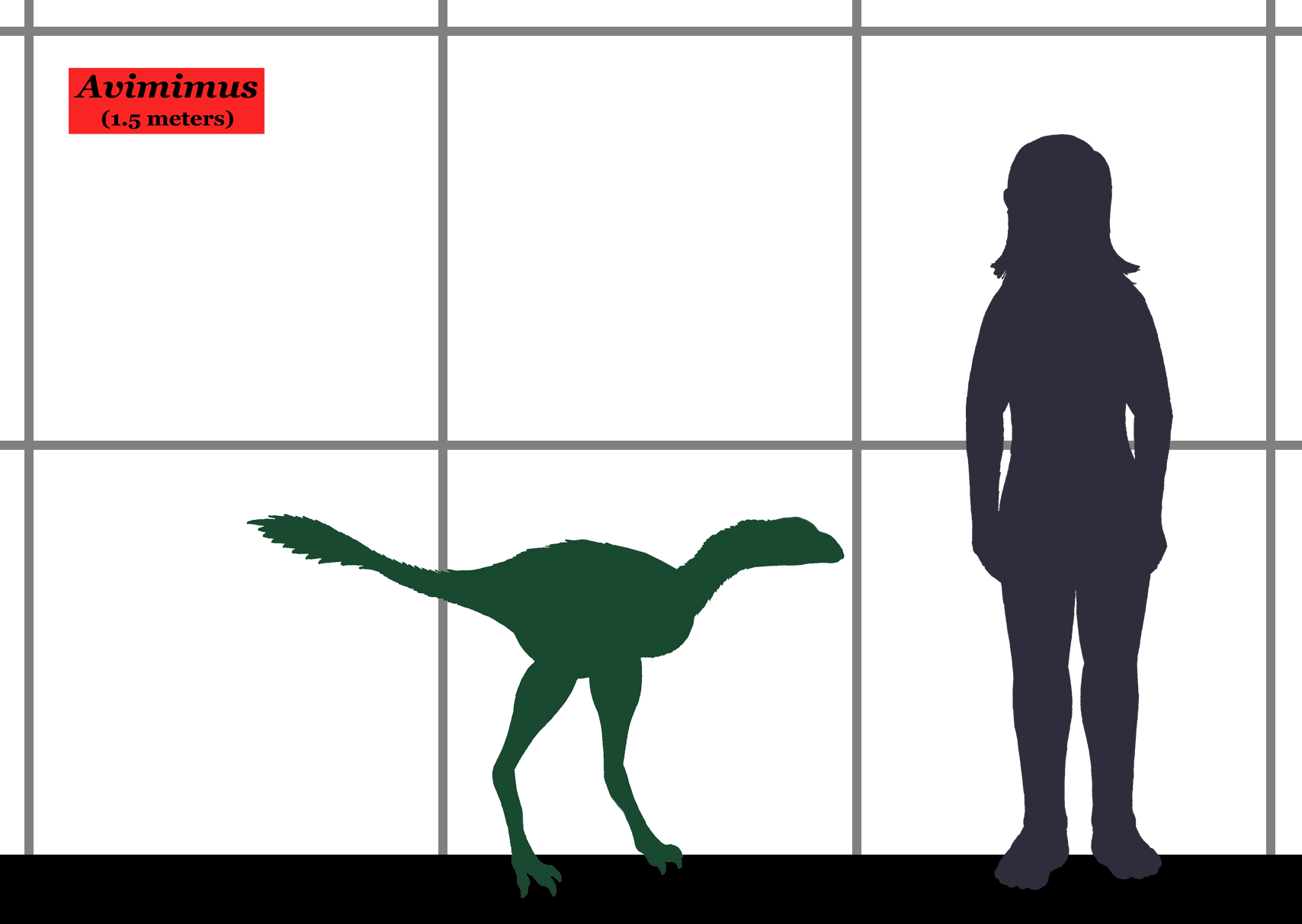
Kích thước so với một con người

Avimimus là một chi khủng long nhỏ với chiều dài 1,5 m (5 ft). Hộp sọ nhỏ so với cơ thể, mặc dù não và đôi mắt lớn. Kích thước hộp sọ giúp bảo vệ não rất lớn. Điều này cũng phù hợp với giả thuyết rằng Avimimus có bộ não tương ứng lớn.
Hàm Avimimus có hình dạng như một cái mỏ giống con vẹt, và thiếu răng. Mỏ không răng của Avimimus cho thấy rằng nó có thể có được một động vật ăn cỏ hoặc ăn tạp.

## Phân loại
Avimimus được cho là họ hàng rất gần của chim, nó có nhiều đặc điểm giống chim hơn các loài khủng long đương thời. Kurzanov, người đã mô tả chi này, kết luận rằng Avimimus, hơn là Archaeopteryx, gần với tổ tiên trực tiếp của chim hiện đại hơn, và Archaeopteryx không liên quan nhiều lắm đến chim. Tuy nhiên, cách nhìn này không được các nghiên cứu phát sinh loài sau đó ủng hộ. Hầu hết các nhà khoa học hiện nay đều cho rằng Avimimus thuộc một nhóm khủng long giống chim nguyên thủy hơn Archaeopteryx.
Kurzanov đặt Avimimus trong họ của chính nó, Avimimidae, năm 1981. Năm 1991, Sankar Chatterjee đặt nên bộ Avimimiformes mà Avimimus nằm trong đó. Cả hai tên này đều không được các nhà cổ sinh vật học dùng. Các nghiên cứu mới hơn cho thấy Avimimus tốt nhất nên đặt trong phân họ Elmisaurinae của họ Oviraptoridae.